# Juan Carlos Sconfianza
Juan Carlos Sconfianza (Buenos Aires, 13 luglio 1943) è un ex calciatore argentino, di ruolo difensore.

## Palmarès

### Calciatore
- Campionato argentino: 1

San Lorenzo: 1968 Metropolitano